# Isola Čistikov
L'isola Čistikov (in russo Остров Чистиков, ostrov Čistikov, in italiano "isola delle urie") è un'isola russa che fa parte dell'arcipelago di Severnaja Zemlja ed è bagnata dal mare di Laptev.
Amministrativamente fa parte del distretto di Tajmyr del Territorio di Krasnojarsk, nel Distretto Federale Siberiano.

## Geografia
L'isola è situata 2,2 km a est della costa sud-orientale dell'isola Komsomolec, a nord del capo di Buchteev (мыс Бухтеева, mys Buchteeva).
L'isola è di forma leggermente ovale, sviluppata in direzione nord-sud; ha una lunghezza di circa 700 m e una larghezza di 600 m. L'altezza massima è di 19 m s.l.m.; le coste sono piatte, non sono presenti né laghi né fiumi. A poca distanza dall'isola le acque raggiungono i 150–189 m di profondità.